# خوان أدوغار
خوان أدوغار هو رسام دومينيكاني، ولد في 9 أغسطس 1986 في Loma de Cabrera ‏ في جمهورية الدومينيكان.